# 蒂姆·薩馬拉斯
蒂姆·薩馬拉斯（英語：Tim Samaras，1957年11月12日—2013年5月31日）是美國一名工程師，但其最為著名的是針對龍捲風與風暴之田野調查的一系列行動。他除了在探索頻道的《追风部队》播出後成為著名的追風人之一，同時其所進行的18項實地考察計畫也獲得國家地理學會的補助。薩馬拉斯同時也是研究團隊龍捲風實驗機構的創始人之一，而該團隊其主要目的是為了讓人得以更加了解龍捲風。
薩馬拉斯發明了一種部署在強烈龍捲風可能路徑上的探測工具，並且藉此得以蒐集關於龍捲風內部的科學數據。透過這些儀器研究團隊成功在2003年6月24日龍捲風襲擊南達科他州曼徹斯特前擺置儀器，並且在一分鐘之後於其附近測得歷史上最大氣壓下降紀錄100帕斯卡，這項「龍捲風測量最大降壓紀錄」也被收錄在《金氏世界紀錄大全》之中，同時該次也測得地球表面最低氣壓850百帕。另外薩馬拉斯也是每年2月在科羅拉多州丹佛舉辦的「全國風暴追逐大會」的主要舉辦人之一，而該活動平均會出席數百名來自世界各地的追風人。另外他曾獲得了美國業餘無線電協會所頒發的最高榮譽並且有數項電子設備的發明，同時他也是一名狂熱的業餘天文學家。
2013年5月31日時，薩馬拉斯與他的24歲的兒子保羅（Paul）和45歲的龍捲風實驗機構團隊成員卡爾·揚（Carl Young）在觀察奧克拉荷馬州埃爾里諾附近龍捲風時喪命，這也是第一個已知因為龍捲風而喪命的追風者，除此之外也有7人死於這次大型龍捲風災害中。暴風雨預測中心發布聲明表示對於薩馬拉斯的死感到非常難過，並且提到「薩馬拉斯是一位受人尊敬的龍捲風研究員......並且將工程、科學、寫作和錄影等獨特專長組合在一起並帶到野外的」。惡劣天氣專家格列高利·富比士則稱薩馬拉斯「他所做的強烈雷暴與龍捲風研究上帶來了開拓性發展」，而《國家地理》則說：「蒂姆是一個勇敢和重要的科學家，他為了瞭解龍捲風和閃電這些現象而毫不畏懼地進一步追求。」

## 外部連結
- （英文） Welcome to Thunder Chase with Tim Samaras
- （英文） Team TWISTEX Mourns the Loss of our Friends and Colleagues
- （英文） Tim Samaras (?–2013) （页面存档备份，存于）